# Marie-Jeanne Urech
Pour les articles homonymes, voir Urech.
Marie-Jeanne Urech, née le 4 juin 1976 à Lausanne, est une cinéaste et romancière vaudoise.

## Biographie
Marie-Jeanne Urech obtient en 1998 une licence ès sciences sociales à l’Université de Lausanne, puis un diplôme de la London Film School en 2001. 
En 2002, elle remporte le Prix Findling et le Prix du public ainsi qu’une mention du jury lors de la 11e édition du festival DokumentART à Neubrandenbourg pour son film Sorry, no vacancies. En 2003, elle publie son premier recueil de nouvelles Foisonnement dans l'air, suivi en 2004 par La salle d’attente.

## Ouvrages
- Foisonnement dans l'air, Vevey, Suisse, Éditions de l'Aire, 2003  (ISBN 2-88108-666-7)
- La Salle d’attente, Vevey, Suisse, Éditions de l’Aire, 2004, 160 p.  (ISBN 2-88108-712-4)
- Le Syndrome de la tête qui tombe, Vevey, Suisse, Éditions de l’Aire, 2006, 219 p.  (ISBN 2-88108-789-2)
- L’Amiral des eaux usées, Vevey, Suisse, Éditions de l’Aire, 2008  (ISBN 978-2-88108-876-6)
- Des accessoires pour le paradis, Vevey, Suisse, Éditions de l’Aire, 2009, 301 p.  (ISBN 978-2-88108-905-3)
- Les Valets de nuit, Vevey, Suisse, Éditions de l’Aire, 2010, 130 p.  (ISBN 978-2-88108-940-4)
- Le chat qu’il tenait en laisse comme un chien, Baume-les-Dames, France, Éditions Æncrages & Co, 2011, 50 p.  (ISBN 978-2-35439-043-3)
- Le train de sucre, Vevey, Suisse, Éditions de l’Aire, 2012, 127 p.  (ISBN 978-2-94047-823-1)
- Malax, Vevey, Suisse, Hélice Hélas Éditeur, 2016, 120 p.
- La Terre tremblante, roman, Hélice Hélas Éditeur, 2018. Nommé pour le roman des Romands
- K comme Almanach, roman, Hélice Hélas Éditeur, 2022.

## Distinctions
- 2010 Prix Bibliomedia pour Des accessoires pour le paradis
- 2013 Prix Rambert pour Les Valets de nuit

## Sources
(juin 2016).
- « Marie-Jeanne Urech », sur la base de données des personnalités vaudoises sur la plateforme « Patrinum » de la Bibliothèque cantonale et universitaire de Lausanne.
- 24 Heures, 2002/10/25, p. 31
- L'Hebdo, 2010 automne, suppl. littéraire, p. 10-11, p. 31